# ジェイド暗号
ジェイド暗号（ジェイドあんごう、Jade）とは、機械式暗号の一種で、太平洋戦争中に日本海軍艦艇が使用していた正式名称「九七式印字機一型」、「九七式印字機二型」に対してアメリカがつけたコードネームである。

## 概要

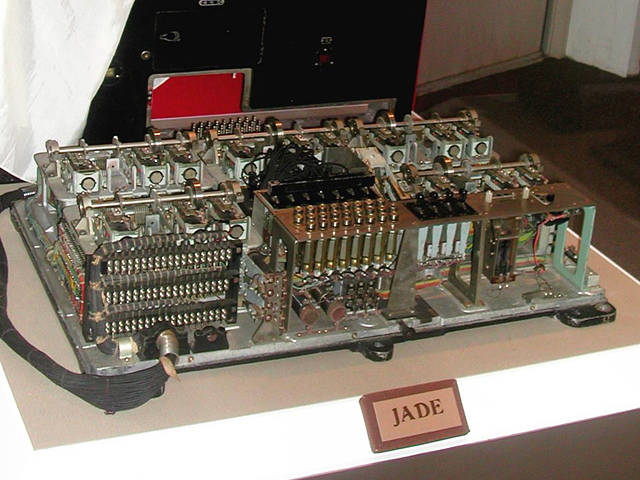
米国立暗号博物館に展示されている捕獲品

- 一型は艦隊司令部及び通信隊用そして二型が戦隊司令部及び通信隊用に使用。一型は開戦時の連合艦隊旗艦「長門」にも装備されたと言われる。
- 一型が入力及び出力用タイプライターを有するのに対し、小型化した二型では出力用のみである。
- 重量は約120kg。
- 少なくとも400台以上が用意された。
- 換字は5段のロータリーラインスイッチにより5回繰り返される。
- スイッチ切り替えは3段分が自動的に逐次変更、残り2段分は手動である。
- サイパンで捕獲された暗号機が米国立暗号博物館に展示されている。
- パープルやコーラルがアルファベット26字を暗号化するのに対して、ジェイドは仮名48文字＋記号2文字を暗号化した。
- キーボードには高頻度の仮名24字と｢ﾟ｣のボタンが有りこれらはタイプライターの赤インクリボンで印字。シフトキーにより低頻度の仮名24字と｢ー｣に切り替えた場合は青リボンで印字された。
- 海軍では暗号機を盗まれた場合には致命的である事、故障が多くて整備に時間を要する事から単独使用を避け、仮名4文字コードブックである海軍暗号書 甲を二次暗号化する利用法に決した。
- これにより海軍暗号は暗号書（コードブック）が主となるが、例外として海外駐在武官用には英字タイプの三型（コーラル暗号）が使用された。
- OP-20-GのFrancis A. Ravenらによって解読された。
- 米海軍は模造機自体をViper（クサリ蛇）、鍵探索装置をRattler（ガラガラ蛇）と呼んだ。